# شعور
الشعور أو المشاعر (بالإنجليزية: Emotion)‏ هي تجربة واعية تتميّز بالنشاط العقلي الشديد، وبدرجة معينة من المتعة أو المعاناة. وقد انجرف الخطاب العلمي إلى معانٍ أخرى، غير أنه لا يوجد إجماع على تعريف المشاعر. وغالبًا ما تتشابك العاطفة مع الحالة النفسية، والمزاج، والشخصية، والتوجه، والدافعية. يُعتبر الإدراك في بعض النظريات جانبًا مهمًا من جوانب المشاعر، وقد يبدو هؤلاء الذين يتصرفون بشكل أساسي استنادا على مشاعرهم وكأنهم لا يفكرون، لكن العمليات العقلية لا تزال أمرا ضروريا، خاصة في تفسير الأحداث. على سبيل المثال، فإن إدراك الفرد أنه في وضع خطير وما يصاحب ذلك من إثارة للجهاز العصبي (سرعة نبضات القلب والتنفس، والتعرق، وتوتر العضلات) يُعتبر جزء لا يتجزأ من تجربة الشعور بالخوف. لكن هناك نظريات أخرى تدعي أن العاطفة منفصلة عن الإدراك ويمكن أن تسبقه.
إن المشاعر معقدة بطبيعتها، فوفقا لبعض النظريات، إنها حالات من الشعور التي تؤدي إلى التغيرات الجسدية والنفسية التي تؤثر على السلوك. وترتبط فيزيولوجيا المشاعر ارتباطًا وثيقًا بإثارة الجهاز العصبي مع اختلاف حالات وقوة الإثارة المرتبطة بعواطف معينة. كذلك فإنها مرتبطة أيضاً بالميل السلوكي، فالشخص المنفتح اجتماعيا (الانبساطي) يعبر عن مشاعره بشكل أكبر، في حين أن الشخص الانطوائي يكون أكثر عرضة للانسحاب الاجتماعي وإخفاء مشاعره.
غالباً ما تكون المشاعر هي القوة المحركة وراء الدافع، إيجابيا أو سلبيا. ووفقًا لنظريات أخرى، فإن المشاعر ليست قوى سببية وإنما هي ببساطة متلازمة من المكونات، تتضمن دوافع، شعور، سلوك وتغييرات فسيولوجية، ولكن لا يمثل أي من هذه المكونات المشاعر بشكل منفرد. وكذلك فالمشاعر ليست الكيان المسبب لهذه المكونات.
تتضمن المشاعر عناصر مختلفة مثل الخبرة الذاتية، العمليات المعرفية، السلوك التعبري، التغييرات النفسية الفيزيولوجية، والسلوك الفعال. في وقت ما حاول الأكاديميون تعريف المشاعر بأحد المكونات: وليام جيمس مع تجربة ذاتية، وعلماء السلوك مع السلوك الآلي، وعلماء النفس الفسيولوجي مع التغييرات الفسيولوجية، وهلم جرا. في الآونة الأخيرة يقال ان المشاعر تتكون من جميع المكونات. وتم تصنيف المكونات المختلفة للمشاعر بشكل مختلف نوعًا ما وفقًا للأنظمة الأكاديمية. ففي علم النفس والفلسفة، تنطوي المشاعر عادة على تجربة ذاتية واعية تتميز في المقام الأول بالتعبيرات النفسية الجسدية، والتفاعلات البيولوجية، والحالات العقلية. كما يوجد وصف متعدد المكونات للمشاعر في علم الاجتماع. على سبيل المثال، وصفت (Peggy Thoits) المشاعر على أنها تتضمن مكونات فسيولوجية، أو ملصقات ثقافية أو عاطفية (مثل الغضب، والدهشة..)، وردود فعل جسدية تعبيرية، وتقييم المواقف والسياقات.
ازدادت الأبحاث حول المشاعر بشكل ملحوظ خلال العقدين الماضيين، وساهم في هذه الأبحاث العديد من المجالات بما فيها علم النفس وعلم الأعصاب وعلم الغدد الصماء والطب والتاريخ وعلم الاجتماع وعلوم الكمبيوتر. كما أن النظريات العديدة التي حاولت شرح أصل وخبرة ووظيفة المشاعر لم تقم إلا بتعزيز الأبحاث المكثفة حول هذا الموضوع. تشمل المجالات الحالية للبحث في مفهوم المشاعر تطوير المواد التي تحفز وتثير المشاعر. بالإضافة إلى ذلك، يساعد التصوير المقطعي بالإصدار البوزيتروني والتصوير بالرنين المغناطيسي الوظيفي على دراسة عمليات المشاعر في المخ.
«يمكن تعريف المشاعر على أنها تجربة إيجابية أو سلبية، ترتبط بنمط معين من النشاط الفسيولوجي». وتُنتج المشاعر تغيرات فسيولوجية وسلوكية وإدراكية مختلفة. وكان الدور الأصلي للمشاعر هو تحفيز السلوكيات التكيفية التي ساهمت في الماضي في بقاء البشر. وتُعتبر المشاعر ردود على أحداث داخلية وخارجية كبيرة.

## أصل الكلمة والتعاريف والتمييز
تعود كلمة «المشاعر» بالإنجليزية (Emotions) إلى عام 1579، عندما تم اقتباسها من الكلمة الفرنسية إموفوار (émouvoir)، والتي تعني «إثارة». وتم إدخال مصطلح (Emotions) في المناقشة الأكاديمية كمصطلح جامع للعاطفة والحس والشغف. ووفقًا لأحد المعاجم، ترجع أولى السلائف للكلمة إلى أصول اللغة نفسها. وتعتبر كلمة (Emotion) غير متجانسة في بعض استخدامات الكلمة، فالمشاعر هي أحاسيس شديدة موجهة لشخص ما أو شيء ما. من ناحية أخرى، يمكن استخدام المشاعر للإشارة إلى حالات معتدلة (مثل الإزعاج) وإلى حالات غير موجهة لأي شيء (كما في الاكتئاب). لذا فإن أحد خطوط البحث يبحث في معنى كلمة المشاعر (Emotion) في اللغة اليومية، وهذا الاستخدام يختلف عن ذلك في الخطاب الأكاديمي. هناك مجال بحث آخر يسأل عن لغات أخرى غير الإنجليزية، وإحدى النتائج المثيرة للاهتمام هي أن العديد من اللغات لها مصطلحات متشابهة لكن ليست متطابقة في علم الإنسان، ويُشار أحيانًا إلى عدم القدرة على التعبير عن المشاعر أو إدراكها على أنها أليكسثيميا.
وصف بعض المنظرون المشاعر بأنها استجابات منفصلة ومتسقة للأحداث الداخلية أو الخارجية التي لها أهمية خاصة بالنسبة للكائن الحي. تتسم المشاعر بقصر المدة وتتألف من مجموعة منسقة من الاستجابات، والتي قد تتضمن آليات لفظية وفسيولوجية وسلوكية وعصبية. يصف الطبيب النفساني مايكل سي غراهام جميع المشاعر بأنها توجد ضمن سلسلة متواصلة من الشدة. وبالتالي قد يتراوح الخوف من التحفظ الخفيف حتى الإرهاب، أو قد يتراوح الخجل من الإحراج البسيط إلى العار. كما وُصفت المشاعر على أنها موجودة بيولوجيًا وكنتيجة للتطور لأنها قدمت حلولًا جيدة للمشاكل القديمة والمتكررة التي واجهت أسلافنا. كما أن الحالة المزاجية هي إحساس يميل إلى أن يكون أقل شدة من المشاعر ويفتقر إلى الحافز السياقي.
يمكن تمييز المشاعر عن عدد من التركيبات المماثلة في مجال علم الأعصاب العاطفي:
- الحس: يُفهم بشكل أفضل على أنه تمثيل ذاتي للمشاعر، خاصة للشخص الذي يعاني منها.
- الحالة المزاجية: وهي حالة تدوم عمومًا لفترات أطول بكثير من المشاعر، وعادةً ما تكون أقل شدة منها.
- الوجدان: وهو مصطلح شامل، يُستخدم لوصف موضوعات المشاعر والحس والحالات المزاجية معًا، على الرغم من أنه يُستخدم عادةً بشكل تبادلي مع المشاعر.

بالإضافة إلى ما سبق، توجد علاقات بين المشاعر، مثل وجود تأثيرات إيجابية أو سلبية، مع وجود أضداد مباشرة. وقد وصفت هذه المفاهيم في تباين وتصنيف المشاعر. وقد ميز جراهام (Graham) المشاعر على أنها وظيفية أو مختلة، وزعم أن كل المشاعر الوظيفية لها فوائدها.

## المكونات
هناك خمسة مكونات مهمة للمشاعر في نموذج معالجة كلوس شيرار (Klaus Scherer) لمكونات المشاعر، ومن وجهة نظر معالجة المكونات يقال أن تجربة المشاعر تتطلب أن تكون جميع هذه العمليات منسقة ومتزامنة لفترة قصيرة من الزمن، ومدفوعة بعمليات التقييم. على الرغم من أن إدراج التقييم المعرفي كواحد من العناصر يُعتبر أمر مثير للجدل قليلاً، حيث أن بعض المنظرين يفترضون أن المشاعر والإدراك هما نظامان منفصلان ولكنهما متفاعلان، وقدم نموذج معالجة المكونات سلسلة من الأحداث التي تصف التنسيق المتضمن أثناء حدوث المشاعر.
- التقييم المعرفي: يقدم تقييما للأحداث والأشياء.
- الأعراض الجسدية: المكون الفسيولوجي للتجربة الشعورية.
- الميول العملية: مكون تحفيزي لإعداد وتوجيه الاستجابات الحركية.
- التعبير: تعبيرات الوجه والصوت تكون دائمًا مصاحبة لحالة المشاعر لتوصيل التفاعل ونوايا الأفعال.
- الحس: التجربة ذاتية (الإحساس الذاتي) تجاه الحالة العاطفية بمجرد حدوثها.

## التصنيف

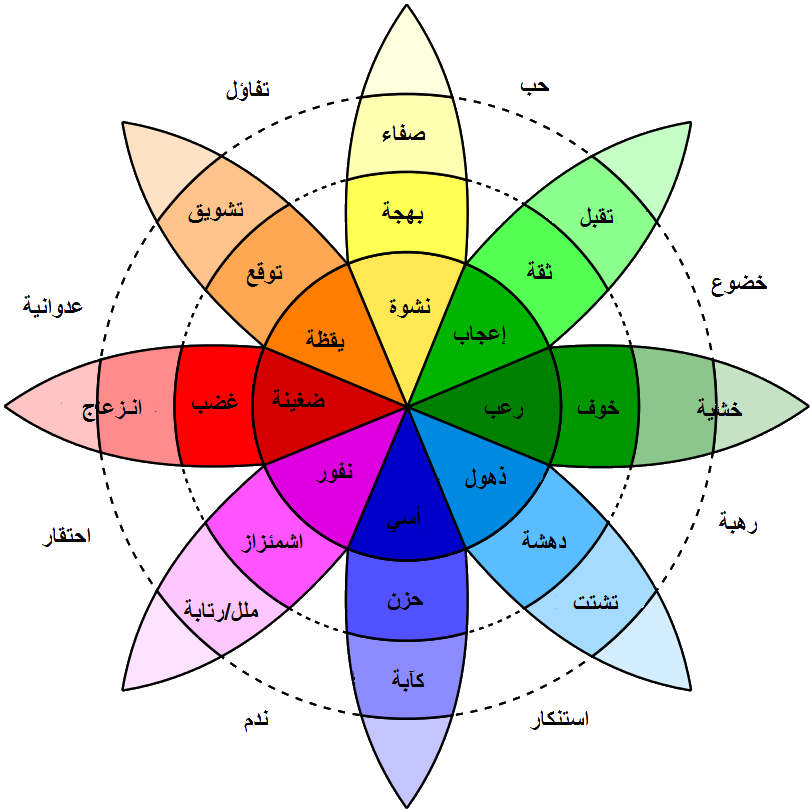
عجلة المشاعر لبلوتشيك

يمكن التمييز بين الحلقة الشعورية والمزاج الشعور. كما يمكن مقارنة المزاج الشعوري مع السمات الشخصية، حيث يمكن القول بأن شخص ما ميال لمعاينة مشاعر معينة. على سبيل المثال، فإن الشخص سريع الانفعال يكون ميال للشعور بالتهييج بسهولة أكبر وبشكل أسرع من الآخرين. وأخيرًا، وضع بعض المنظرين المشاعر ضمن فئة أكثر عموميةً لـ«الحالة العاطفية» حيث يمكن للحالة العاطفية أيضًا أن تشمل الظواهر المرتبطة بالمشاعر مثل اللذة والألم، و«الحالة التحفيزية» (على سبيل المثال الجوع أو الفضول)، والحالة المزاجية، والتقاليد والسمات.
تم تصنيف تصنيف المشاعر بشكل أساسي من خلال وجهتي نظر أساسيتين. تتمثل وجهة النظر الأولى في أن المشاعر هي بُنايات منفصلة ومختلفة جوهريًا، بينما تؤكد وجهة النظر الثانية أنه يمكن تمييز العواطف على أساس الأبعاد في التجمعات.

### العواطف الأساسية

أمثلة على المشاعر الأساسية

أيد بول إيكمان لأكثر من 40 عامًا الرأي القائل بأن المشاعر منفصلة وقابلة للقياس ومتميزة من الناحية الفسيولوجية. وتمحورت أعمال إيكمان الأكثر تأثيراً حول اكتشاف أن بعض المشاعر تبدو كما لو كانت معترف بها عالمياً، حتى في الثقافات التي كانت مسبوقة ولم يكن بوسعها تعلم تعبيرات الوجه من خلال وسائل الإعلام. ووجدت دراسة كلاسيكية أخرى أنه عندما قام المشاركون بتحويل عضلات وجههم إلى تعابير وجه مميزة (على سبيل المثال، اشمئزاز)، قاموا بالإبلاغ عن تجارب ذاتية وفسيولوجية مطابقة لتعابير وجوههم. وأدت نتائج أبحاثه إلى تصنيف ست عواطف على أنها أساسية: الغضب، والاشمئزاز، والخوف، والسعادة، والحزن، والدهشة.
وافق روبرت بلاتشيك على وجهة نظر إيكمان ذات الدوافع البيولوجية، لكنه طور «عجلة المشاعر»، مشيرا إلى ثمانية عواطف أولية مجمعة على أساس إيجابي أو سلبي: الفرح مقابل الحزن. الغضب في مقابل الخوف الثقة مقابل الاشمئزاز؛ والدهشة مقابل الترقب. ويمكن تعديل بعض المشاعر الأساسية لتشكيل المشاعر المعقدة. ويمكن أن تنشأ المشاعر المعقدة من التكييف الثقافي أو الارتباط مع المشاعر الأساسية. وبدلا من ذلك على غرار الطريقة التي تجمع بين الألوان الأساسية، يمكن أن تمتزج المشاعر الأولية لتشكل الطيف الكامل للتجربة الشعورية البشرية. على سبيل المثال، يمكن أن يمتزج الغضب والاشمئزاز لتشكيل الشعور بالاحتقار. وتوجد علاقات بين المشاعر الأساسية، مما يؤدي إلى تأثيرات إيجابية أو سلبية.

### التحليل متعدد الأبعاد
استطاع علماء النفس من خلال استخدام المقياس المتعدد الأبعاد، رسم خبرات شعورية مشابهة، مما يسمح بتصوير مرئي لـ «المسافة الشعورية» بين التجارب. ويمكن اتخاذ خطوة أخرى بالنظر إلى أبعاد خريطة الخبرات الشعورية. وتنقسم التجارب الشعورية إلى بعدين يعرفان باسم «التكافؤ» (أي مدى الشعور السلبي أو الإيجابي الناتج عن التجربة) والتيقظ (أي مدي الشعور بالقوة أو الضعف الناتج عن التجربة). ويمكن تصوير هذين البعدين في خريطة إحداثيات ثنائية الأبعاد. وقد نظّرت الخريطة ثنائية الأبعاد لالتقاط عنصر مهم من المشاعر يسمى التأثير الأساسي. ولا يشكل التأثير الأساسي العنصر الوحيد للمشاعر، ولكنه يعطي المشاعر طاقتها المحببة والمرئية.

## النظريات

### اليونان القديمة، الصين القديمة، العصر الذهبي الإسلامي، العصور الوسطى
تمتد النظريات حول المشاعر إلى ما لا يقل عن رواقي اليونان القديمة والصين القديمة. ففي الصين، يعتقد أن الإفراط في المشاعر يسبب ضررًا لتشي، مما يؤدي بدوره إلى الإضرار بالأعضاء الحيوية. وساهمت نظرية الفكاهة الأربعة والتي أصبحت شعبية بواسطة أبقراط، في دراسة المشاعر بنفس الطريقة التي طبقتها في الطب.
خلال العصر الذهبي الإسلامي، نظّر الموسوعي ابن سينا عن تأثير المشاعر على الصحة والسلوكيات، مما يشير إلى الحاجة إلى إدارة المشاعر. ورأت الفلسفة الغربية المشاعر بطرق مختلفة. وفي النظريات الرواقية كان ينظر إليها على أنه عائق في طريق العلة، وبالتالي عائق في طريق الفضيلة. ويعتقد أرسطو أن المشاعر كانت عنصرا أساسيا في الفضيلة. وفي نظر أرسطو، كانت جميع المشاعر تتوافق مع الشهوات أو القدرات. خلال العصور الوسطى تم تبني وجهة نظر أرسطو وتطويرها من قبل المدرسية وتوما الأكويني على وجه الخصوص. هناك أيضا نظريات المشاعر في أعمال الفلاسفة مثل رينيه ديكارت، نيكولو ماكيافيلي، باروخ سبينوزا، توماس هوبز وديفيد هيوم. في القرن التاسع عشر، اعتبرت المشاعر متكيفة وتمت دراستها بشكل أكثر تكرارية من منظور علم النفس التجريبي.

### النظريات التطورية

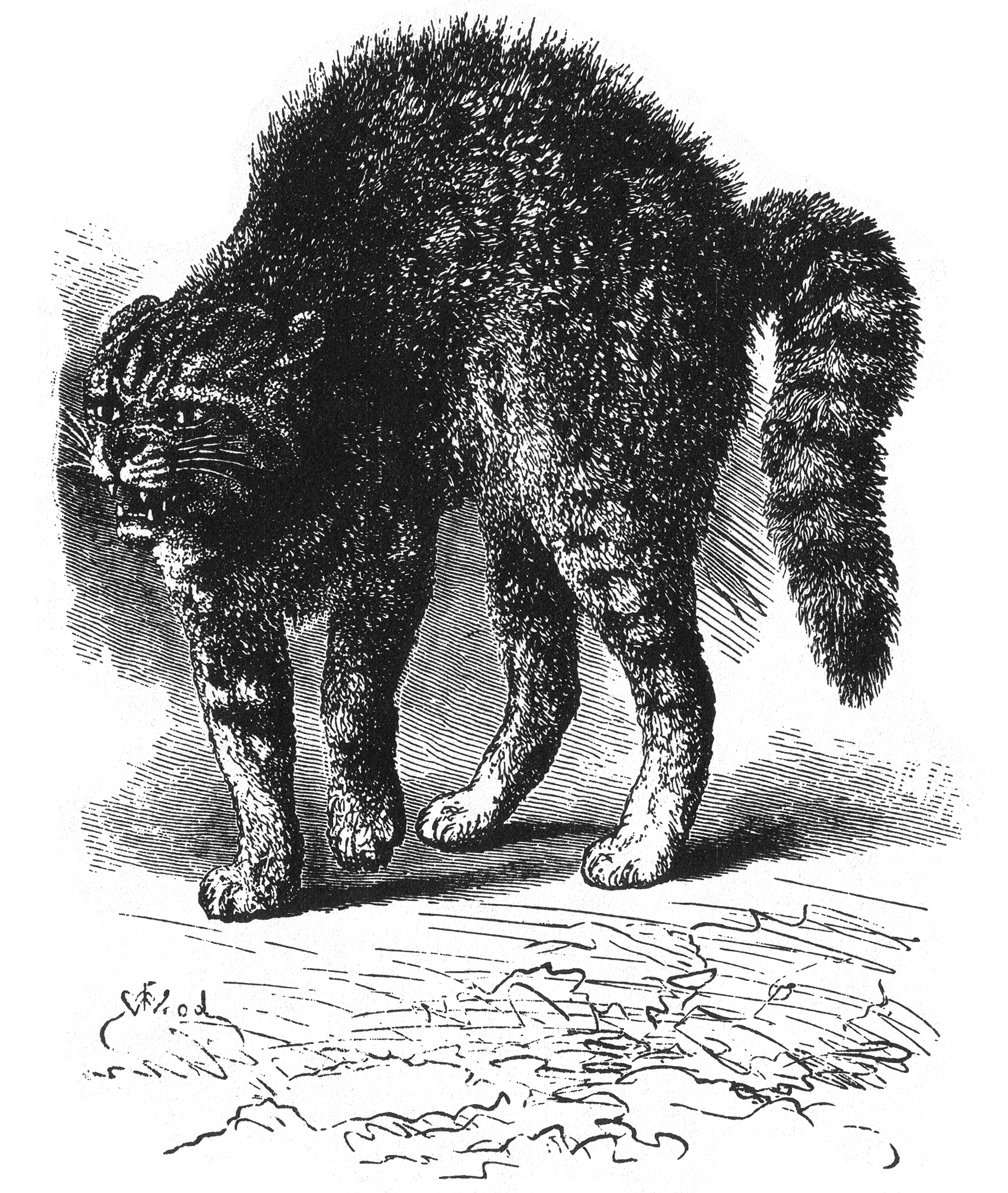
رسم توضيحي من التعبير عن المشاعر في الإنسان والحيوان لتشارلز داروين

القرن التاسع عشر بدأت وجهات نظر حول المشاعر من نظرية التطور خلال منتصف القرن التاسع عشر مع كتاب تشارلز داروين 1872 «التعبير عن المشاعر في الإنسان والحيوان». وقال داروين أن المشاعر تخدم غرضًا للبشر، في التواصل وكذلك في مساعدة بقائهم. ولذلك جادل داروين بأن المشاعر تطورت عن طريق الانتقاء الطبيعي وبالتالي لديها نظراء عالميين متعددي الثقافات. كما شرح داروين فضائل تجربة المشاعر والتجارب الموازية التي تحدث في الحيوانات. الأمر الذي قاد الطريق للبحوث الحيوانية بخصوص المشاعر وفي النهاية تحديد الأسس العصبية للمشاعر.
الوقت المعاصر
تفترض وجهات النظر المعاصرة على طيف امتداد علم النفس التطوري أن كلا المشاعر الأساسية والاجتماعية تطورت لتحفيز السلوكيات (الاجتماعية) التي كانت سلوكيات تكيفية في بيئة الأجداد. وتشير الأبحاث الحالية [بحاجة لمصدر] إلى أن المشاعر جزء أساسي من أي عملية صنع قرار وتخطيط إنساني، وأن التمييز الشهير بين العقل والمشاعر ليس واضحا كما يبدو. ويدعي بول د. ماكلين أن المشاعر تتنافس مع الاستجابات الغرائزًية من ناحية، والتفكير المجرد من ناحية أخرى. وقد سمحت الإمكانية المتزايدة في تصوير الأعصاب بفحص الأجزاء القديمة من الدماغ من الناحية التطورية. وقد استمدت التطورات العصبية الهامة من هذه المنظورات في التسعينيات من قبل جوزيف إ. ل. ديوكس وأنطونيو داماسيو.
تركز الأبحاث في المشاعر الاجتماعية على الإظهار الجسدي للمشاعر بما في ذلك لغة الجسد للحيوانات والبشر (انظر عرض وجداني). على سبيل المثال الحقد، فقد يعمل ضد مصلحة الفرد، لكنه يمكنه أن يرسخ سمعة عن هذا الفرد فيخاف الآخرون من حقده. يمكن أن يؤدي الشعور بالخزي والفخر إلى تحفيز السلوكيات التي تساعد المرء على الحفاظ على مكانة المرء في المجتمع، كما أن تقدير الذات هو تقدير الشخص لمكانته.

### نظريات جسدية
تدعي النظريات الجسدية للمشاعر أن الاستجابات الجسدية، وليست التفسيرات المعرفية، ضرورية للمشاعر. وظهرت أول نسخة حديثة من هذه النظريات من قبل ويليام جيمس في ثمانينيات القرن التاسع عشر. وفقدت هذه النظرية في القرن العشرين، لكنها استعادت شعبيتها في الآونة الأخيرة نظرًا إلى نظريات مثل جون كاثيوبو، أنطونيو داماسيو، جوزيف إ. ليدو وروبرت زاجونك.
نظرية جيمس لانج
في مقالته عام 1884، جادل وليام جيمس حول كون المشاعر والإحساس أمورا ثانوية للظواهر الفيزيولوجية. واقترح في نظريته أن إدراك ما أسماه «حقيقة مثيرة» يؤدى مباشرة إلى استجابة فسيولوجية، تُعرف باسم «المشاعر». ولحساب الأنواع المختلفة من التجارب الشعورية، اقترح جيمس أن محفزات تثير نشاط الجهاز العصبي اللاإرادي، والذي بدوره ينتج تجربة شعورية في الدماغ. اقترح عالم النفس الدانماركي كارل لانج نظرية مشابهة في نفس الوقت تقريبا، وبالتالي أصبحت هذه النظرية معروفة باسم نظرية جيمس - لانج. كما كتب جيمس «أن مفهوم التغيرات الجسدية، عند حدوثها، هو المشاعر». يدعي جيمس كذلك أننا «نشعر بالحزن لأننا نبكي، غاضبين لأننا نهاجم، خائفين لأننا نرتجف...».
المثال العملي على هذه النظرية على النحو التالي: حافز مثير للمشاعر (ثعبان) يؤدي إلى نمط من الاستجابة الفسيولوجية (زيادة معدل ضربات القلب، سرعة التنفس، وما إلى ذلك)، والتي يتم تفسيرها على أنها مشاعر معينة (الخوف). تم دعم هذه النظرية من خلال التجارب التي تمت من خلال التلاعب في الحالة الجسدية لتحفيز حالة شعورية مطلوبة. قد يعتقد بعض الناس أن المشاعر تؤدي إلى تصرفات عاطفية محددة، على سبيل المثال، «أنا أبكي لأنني حزين»، أو «هربت لأنني كنت خائف». الموضوع في نظرية جيمس-لانج هي العلاقة السببية (الحالات الجسدية المسببة للمشاعر وكونها بدائية)، وليست التأثيرات الجسدية على التجربة الشعورية (التي يمكن جادلها ولا تزال سائدة اليوم في دراسات الارتجاع البيولوجي ونظرية التجسيد).
على الرغم من أن معظمها قد هجر في شكله الأصلي، إلا أن تيم دالجليش يجادل بأن معظم علماء الأعصاب المعاصرين يحتضنون مكونات نظرية جيمس-لانج للمشاعر.
نظرية كانون - بارد
وافق والتر برادفورد كانون على أن الاستجابات الفسيولوجية تلعب دورا حاسما في المشاعر، لكنه لم يعتقد أن الاستجابات الفسيولوجية وحدها يمكن أن تفسر التجارب الشعورية الذاتية. وقال إن الاستجابات الفسيولوجية كانت بطيئة للغاية وغير محسوسة في كثير من الأحيان، وهذا لا يمكنه تفسير الوعي الذاتي السريع والمكثف للمشاعر. كما كان يعتقد أن الثراء، والتنوع، والمسار الزمني للتجارب الشعورية لا يمكن أن ينبع من ردود الفعل الفسيولوجية، والتي تعكس استجابات كر وفر غير متكافئة. مثال على هذه النظرية هو كما يلي: حدث مثير للعاطفة (ثعبان) يؤدي في نفس الوقت إلى الاستجابة الفسيولوجية والتجربة الواعية للمشاعر.
ساهم فيليب بارد في النظرية من خلال عمله على الحيوانات. ووجد بارد أن المعلومات الحسية والحركية والفسيولوجية يجب أن تمر عبر الدماغ البيني (خاصة المهاد) قبل أن تخضع لأي معالجة أخرى. لذلك، جادل كانون أيضاً بأنه من غير الممكن تشريحياً للأحداث الحسية أن تؤدي إلى استجابة فسيولوجية قبل إثارة الوعي الواعي والمحفزات الشعورية التي كان عليها أن تثير كلا من الجوانب الفسيولوجية والتجريبية للمشاعر في آن واحد.
نظرية العاملين
صاغ ستانلي شاشتر نظريته حول العمل السابق للطبيب الإسباني غريغوريو مارانيون، الذي حقن المرضى بالأدرينالين وسألهم فيما بعد عن شعورهم. ومن المثير للاهتمام أن مارانيون وجد أن معظم هؤلاء المرضى شعروا بشيء ما ولكن في غياب حافز فعلي مثير للمشاعر، فإن هؤلاء المرضى لم يتمكنوا من تفسير استفزازهم الفسيولوجي كشعور يمرون به. ووافق شاشتر على أن ردود الفعل الفسيولوجية لعبت دورًا كبيرًا في المشاعر. واقترح أن التفاعلات الفسيولوجية ساهمت في التجربة الشعورية من خلال تسهيل تقييم معرفي مركّز لحدث معين من الناحية الفيزيولوجية، وأن هذا التقييم هو ما عرّف التجربة الشعورية الذاتية. وهكذا كانت المشاعر نتيجة لعملية من مرحلتين: الإثارة الفسيولوجية العامة، والتجربة الشعورية. على سبيل المثال، الاستثارة الفسيولوجية، ودقات القلب العنيفة، في استجابة لمحفز مثير للدهشة، كمشهد الدب في المطبخ. ثم يقوم الدماغ بسرعة بمسح المنطقة، لشرح الدقات القلب، وملاحظة الدب. وبالتالي، فإن الدماغ يفسر أن دقات القلب الشديدة نتيجة الخوف من الدب. وأظهر شاشتر مع تلميذه جيروم سينغر أن الأفراد يمكن أن يكون لديهم ردود فعل عاطفية مختلفة على الرغم من وضعهم في نفس الحالة الفسيولوجية بحقن من الأدرينالين.

### النظريات المعرفية
بالتزامن مع دمج نظرية العاملين في الإدراك، بدأت العديد من النظريات تقول أن النشاط المعرفي في شكل الأحكام أو التقييمات أو الأفكار كان أمرا ضروريًا تمامًا لحدوث المشاعر. أحد أبرز المؤيدين لهذا الرأي هو ريتشارد لازاروس الذي جادل بأن المشاعر يجب أن يكون لها بعض القصد المعرفي (الإدراكي). قد يكون النشاط المعرفي المتضمن في تفسير السياق الشعوري واعيًا أو غير واعٍ وقد يتخذ أو لا يتخذ شكل المعالجة المفاهيمية.
نظرية لعازر مؤثرة جدا. فالمشاعر تُمثل اضطراب يحدث بالترتيب التالي:
1. التقييم المعرفي - يقوم الفرد بتقييم الحدث بشكل إدراكي، والذي يشير إلى المشاعر.
2. التغيرات الفسيولوجية - يبدأ التفاعل المعرفي إحداث تغيرات بيولوجية مثل زيادة معدل ضربات القلب أو استجابة الغدة النخامية.
3. العمل - يحس الفرد بالمشاعر ويختار كيفية التصرف.

على سبيل المثال: هند ترى ثعبانًا.
1. تقوم هند بتقييم الأفعى في وجودها. ويسمح لها الإدراك بأن تفهم أنها خطر.
2. يقوم دماغها بتنشيط غدة الأدرينالين التي تضخ الأدرينالين من خلال مجرى الدم لديها مما يؤدي إلى زيادة نبض القلب.
3. تهرب هند أو تصرخ.

وقد أكد لعازر أن جودة وشدة المشاعر يتم التحكم فيها من خلال العمليات المعرفية. وتركز هذه العمليات على استراتيجيات المواجهة التي تشكل التفاعل الشعوري من خلال تغيير العلاقة بين الشخص والبيئة.
قدم جورج ماندلير نقاشًا نظريًا وعمليًا واسعًا للمشاعر كمتأثرة بالإدراك والوعي والجهاز العصبي اللاإرادي في كتابين (العقل والمشاعر 1975، والعقل والجسم: علم نفس المشاعر والإجهاد 1984)
هناك بعض النظريات القائلة بأن النشاط المعرفي في شكل أحكام أو تقييمات أو أفكار هو أمر ضروري من أجل حدوث المشاعر. ومن الأسماء الفلسفية البارزة روبرت س. سولومون (على سبيل المثال كتاب الشغف، المشاعر ومعنى الحياة 1993). ويدعي سولومون أن المشاعر هي أحكام. وطرح وجهة نظر أكثر دقة وهي الاستجابة لما أسماه «الاعتراض المعياري» على المذهب المعرفي، والفكرة القائلة بأن الحكم على شيء مخيف يمكن أن يحدث مع أو بدون مشاعر، لذلك لا يمكن تعريف الحكم بالمشاعر. كما أن النظرية التي اقترحها نيكو فريجده حيث التقييم يؤدي إلى الفعل هو مثال آخر.
كما تم اقتراح أن المشاعر تستخدم غالباً كاختصارات لمعالجة المعلومات والتأثير على السلوك. ويحاول نموذج انتشار العاطفة (وهو نموذج نظري طوره جوزيف فورجاس في أوائل التسعينات) تفسير كيف تتفاعل المشاعر والمزاج مع قدرة المرء على معالجة المعلومات.
نظرية الإدراك الحسي
تستخد النظريات التي تتعامل مع الإدراك الحسي إما واحد أو أكثر من أدوات الإدراك الحسي من أجل إيجاد المشاعر (غولدي 2007). ويمثل الهجين الجديد لنظريتي الجسدية والإدراكية للمشاعر نظرية الإدراك الحسي. وهذه النظرية من العصر الجماهيري الجديد في الجدل بأن الاستجابات الجسدية لها دور مركزي في المشاعر، ومع ذلك فهي تؤكد على مغزى المشاعر أو فكرة أن المشاعر تدور حول شيء ما، كما هو معترف به في النظريات المعرفية.

## علم الوراثة
يمكن أن تحفز المشاعر التفاعلات والعلاقات الاجتماعية، وبالتالي ترتبط مباشرة بعلم وظائف الأعضاء الأساسي، لا سيما مع أنظمة الضغط النفسي. وهذا أمر مهم لأن المشاعر مرتبطة بالمجمّع المضاد للإجهاد، مع النظام المصاحب للأوكسيتوسين، والذي يلعب دورًا رئيسيًا في الترابط. تؤثر أنماط الظواهر الشعورية على الترابط الاجتماعي واللياقة البدنية في النظم الاجتماعية المعقدة. ويتم تقاسم هذه الخصائص مع الأنواع والطبقات الأخرى، وترجع إلى آثار الجينات ونقلها المستمر.

## الدوائر العصبية
استنادا إلى الاكتشافات التي تمت من خلال رسم الخرائط العصبية الجهاز النطاقي، فإن التفسير العصبي البيولوجي للمشاعر البشرية هو أن المشاعر حالة ذهنية ممتعة أو منفرة، تنتظم في الجهاز النطاقي لدماغ الثدييات. وفي حالة تمييزها عن ردود الفعل للزواحف، فإن المشاعر تكون نمط التيقظ الموسع في ثدييات الفقاريات العامة، والذي تقوم فيه المواد الكيميائية العصبية (على سبيل المثال، الدوبامين، النورادرينالين، والسيروتونين) بالتحكم في مستوى النشاط الدماغي، كما يمكن رؤيته في حركات وإيماءات الجسم والمواقف. ومن المحتمل أن تتوسط الفيرمونات في حدوث المشاعر.
على سبيل المثال، يُقترح أن يكون عاطفة الحب تعبيرًا لمنطقة (paleocircuits) في دماغ الثدييات (على وجه التحديد، وحدات من التلفيف الحزامي) والتي تسهل الرعاية والتغذية والاستمالة للنسل. كما أن هذه المنطقة هي بمثابة منصات عصبية للتعبير الجسدي الذي تم تكوينه قبل ظهور الدوائر القشرية المسؤولة عن الكلام. وهي تتألف من ممرات أو شبكات من قبل تكوين الخلايا العصبية في الدماغ الأمامي، جذع الدماغ والحبل الشوكي.
تتفاعل المراكز الحركية للزواحف تجاه الإشارات الحسية للرؤية والصوت واللمس والكيميائيات والجاذبية والحركة بجسد معد مسبقاً وأوضاع مبرمجة. ومع وصول الثدييات، النشطة ليلاً، حلت الرائحة محل الرؤية باعتبارها المعنى السائد، وظهرت طريقة مختلفة للاستجابة من الحاسة الشمية، التي يقترح تطورها لتصبح شعور ثديية وذاكرة شعورية. واستثمر دماغ الثدييات بكثافة في الشم للنجاح ليلاً بينما تنام الزواحف - أحد التفسيرات لماذا تكون فصوص الشم في أدمغة الثدييات أكبر نسبيًا من الزواحف. هذه المسارات الشمية شكّلت المخطط العصبي تدريجيا، لما أصبح فيما بعد دماغنا النطاقي.

مكعب المشاعر للوفهيم(Lövheim)

يُعتقد أن المشاعر مرتبطة ببعض الأنشطة في مناطق الدماغ التي توجه انتباهنا وتحفز سلوكنا وتحدد مدى أهمية ما يدور حولنا. واقترح العمل الريادي الذي قام به بروكا (1878)، Papez (1937)، وماكلين (1952) أن المشاعر ترتبط بمجموعة من الهياكل في وسط الدماغ تسمى الجهاز النطاقي، والذي يتضمن ما تحت المهاد، القشرة الحزامية، الحصين، وهياكل أخرى. وقد أظهرت الأبحاث الحديثة أن بعض هذه الهياكل النطاقية لا ترتبط مباشرة بالمشاعر كما هو الحال مع الآخرين، في حين أن بعض البنى غير النطاقية وجد أنها ذات صلة أكبر بالمشاعر.
في عام 2011، اقترح Lövheim علاقة مباشرة بين مستوي مجموعة محددة من المواد الكيميائية الناقلة للإشارة مثل الدوبامين، النورادرينالين والسيروتونين وبين الثمانية مشاعر الأساسية. وتم تقديم نموذج تشكل فيه المواد الكيميائية إشارة محاور نظام إحداثيات، وثمانية العواطف الأساسية توضع في الزوايا. فالغضب مثلا فقا للنموذج ينتج عن طريق مزيج من مستوى منخفض للسيروتونين، وارتفاع مستويات الدوبامين والنورادرينالين.

### القشرة الأمامية الجبهية
هناك أدلة وافرة على أن القشرة أمام الجبهية اليسرى يتم تنشيطها من خلال المنبهات التي تسبب طريقة إيجابية. فإذا كانت المنبهات الجذابة قادرة على تنشيط منطقة الدماغ بشكل انتقائي، فعندئذ يجب منطقياً أن يُحتمل العكس، أي أن التنشيط الانتقائي لتلك المنطقة من الدماغ يجب أن يؤدي زيادة إيجابية الحكم على التحفيز. وقد ظهر ذلك من أجل المحفزات البصرية المعتدلة الجذابة وتم تكرارها وتوسيعها لتشمل المحفزات السلبية.
وأظهر نموذجين من النماذج العصبية للمشاعر في قشرة الفص الجبهي تنبؤات متعارضة. فتنبأ نموذج التكافؤ (Valence) أن الغضب عاطفة سلبية، من شأنه تنشيط القشرة المخية الأمامية. وتوقع نموذج الاتجاه (direction) أن الغضب عاطفة منهجية، من شأنه تنشيط قشرة الفص الجبهي الأيسر. إلا أن النموذج الثاني كان مدعومًا.

### المشاعر الاستتبابية/ المشاعر البدائية
هناك نهج عصبي آخر اقترحه برايغ كريج في عام 2003 يميز بين فئتين من المشاعر: المشاعر «الكلاسيكية» مثل الحب والغضب والخوف التي تثيرها المحفزات البيئية، و «المشاعر المتجانسة» - مشاعر الاهتمام التي تستدعيها الحالات، مثل: الألم والجوع والتعب، والتي تحفز السلوك (مثل الانسحاب، الأكل أو الراحة) الذي يهدف إلى الحفاظ على البيئة الداخلية للجسم في حالته المثالية.
يصف ديريك دنتون "المشاعر البدائية" الأخيرة ويعرّفها بأنها "العنصر الذاتي في الغرائز، وهي أنماط السلوك المبرمجة وراثياً والتي تحرض على الاستتباب. فهي تشمل العطش والجوع للهواء والجوع من أجل الغذاء والألم والجوع لمعادن معينة.

## المناهج التخصصية
أنتجت العديد من التخصصات المختلفة أعمال حول المشاعر. فالعلوم الإنسانية تدرس دور المشاعر في العمليات العقلية والاضطرابات والآليات العصبية. وفي الطب النفسي، يتم فحص المشاعر كجزء من دراسة التخصص وعلاج الاضطرابات العقلية عند البشر. وتدرس التمريض المشاعر كجزء من نهجها في توفير الرعاية الصحية الشاملة للبشر. ويفحص علم النفس المشاعر من منظور علمي من خلال معاملتهم كعمليات وسلوك عقلي، ويستكشفون العمليات الفيزيولوجية والعصبية الأساسية. وفي علم الأعصاب فإن الحقول الفرعية مثل علم الأعصاب الاجتماعي وعلم الأعصاب الوجداني تدرس الآليات العصبية للمشاعر من خلال الجمع بين علم الأعصاب والدراسة النفسية للشخصية والمشاعر والمزاج. وفي اللغويات، قد يتغير التعبير عن المشاعر في معنى الأصوات. وفي التعليم، يتم فحص دور المشاعر فيما يتعلق بالتعلم.
العلوم الاجتماعية غالبا ما تدرس المشاعر للدور الذي تلعبه في الثقافة البشرية والتفاعلات الاجتماعية. وفي علم الاجتماع، يتم فحص المشاعر للدور الذي تلعبه في المجتمع الإنساني والأنماط الاجتماعية والتفاعلات والثقافة. وفي الأنثروبولوجيا، دراسة الإنسانية، يستخدم الباحثون علم الإثنوغرافيا لإجراء تحليلات سياقية ومقارنات بين الثقافات لمجموعة من الأنشطة البشرية. بعض دراسات الأنثروبولوجيا تدرس دور المشاعر في الأنشطة البشرية. في مجال دراسات التواصل، قام الباحثون التنظيميون الحاسمون بفحص دور المشاعر في المنظمات، من وجهة نظر المديرين والموظفين وحتى العملاء.
في الاقتصاد، تحليل المشاعر في بعض الحقول الفرعية للاقتصاد الجزئي، من أجل تقييم دور المشاعر في اتخاذ قرارات الشراء وإدراك المخاطر. في علم الجريمة، يعتمد العلماء غالبا على العلوم السلوكية وعلم الاجتماع وعلم النفس. ويتم فحص المشاعر في قضايا علم الجريمة مثل نظرية anomie ودراسات «الصرامة»، والسلوك العدواني، والشغب. في القانون، والذي يدعم الطاعة المدنية والسياسة والاقتصاد والمجتمع، والأدلة حول مشاعر الناس وكثيرا ما أثيرت في قانون الأضرار مطالبات التعويض وفي ملاحقات قضائية جنائية ضد منتهكي القانون المزعومين (كدليل على حالة المدعى عليه العلية أثناء المحاكمات، وإصدار الأحكام، وجلسات الإفراج المشروط). في العلوم السياسية، يتم فحص المشاعر في عدد من المجالات الفرعية، مثل تحليل عملية صنع القرار للناخبين.
في الفلسفة، تدرس المشاعر في الحقول الفرعية مثل الأخلاق. في التاريخ، يدرس العلماء الوثائق والمصادر الأخرى لتفسير وتحليل الأنشطة السابقة؛ والتكهنات حول الحالة الشعورية لمؤلفي الوثائق التاريخية هي واحدة من أدوات التفسير. في الأدب وصنع الأفلام، يمثل التعبير عن المشاعر حجر الزاوية في أنواع الأدب مثل الدراما والميلودراما والرومانسية. في دراسات الاتصال، يدرس العلماء الدور الذي تلعبه المشاعر في نشر الأفكار والرسائل. وتتم دراسة المشاعر في الحيوانات غير البشرية في علم السلوك، وهو فرع من علم الحيوان الذي يركز على الدراسة العلمية للسلوك الحيواني. علم الايثولوجيا هو مزيج من العلوم المختبرية والميدانية، مع روابط قوية إلى علم البيئة والتطور. غالباً ما يدرس علماء السلوك نوعًا من السلوك (على سبيل المثال، العدوان) في عدد من الحيوانات غير ذات الصلة.

## وصلات خارجية
- وصلات متعددة عن المشاعر وفلسفتها
- شعور وإحساس